# Роџер Вотерс
Џорџ Роџер Вотерс (енгл. George Roger Waters; Грејт Букем, 6. септембар 1943) је енглески рок музичар, певач, гитариста, басиста, текстописац и композитор. Најпознатији је по томе што је у периоду од 1965. године до 1984. године био члан групе Пинк Флојд (био је главни текстописац после одласка Сида Барета) као басиста и један од главних вокала. Такође, он је био песник који је осмислио најпознатије албуме те групе као што су The Dark Side of the Moon, Wish You Were Here, Animals и The Wall, као и њихове препознатљиве симболе, као што је лутка на надувавање у облику свиње, која се појавила на већини The Wall концерата.
Вотерсово дело укључује политичке теме и изазива контроверзе због својих ставова, углавном својих погледа на Израелско-палестински сукоб. Позвао је на уклањање Израелске баријере на Западној обали и подржава покрет за бојкот, одузимање и санкције. Он је упоредио Израел са нацистичком Немачком и описао њихов третман према Палестинцима као апартхејд. Он је одбацио оптужбе за антисемитизам против њега као спој са антиционизмом.

## Биографија
Рођен је као Џорџ Роџер Вотерс. Након погибије оца Ерика Флечера Вотерса у током битке за Анцио у Другом светском рату, када је Роџеру било пет месеци, породица (мајка Мери и брат Џон Данкан) се преселила у Кембриџ, где је Роџер одрастао са имењаком Роџером Баретом, који ће касније бити познат под именом Сид Барет.
Након завршене школе у Кембриџу, Вотерс је започео студије архитектуре на универзитету Риџент Стрит Политехник у Лондону, где је упознао Боба Клоуза, Ричарда Рајта и Ника Мејсона са којима је свирао у неколико различитих бендова до 1965. године. У то време, Вотерс је свирао соло гитару и, када се групи придружио Сид Барет као гитариста, прешао је на бас-гитару. Исте године је и законски променио име у Роџер. Након што је Боб Клоуз напустио групу, остали музичари су променили име у Пинк Флојд.
Након што је Барет напустио бенд 1968. године, Вотерс је постао доминантна фигура, мада су све до изласка албума Dark Side of the Moon 1973. године остали чланови били релативно равноправни у компоновању и писању песама. Dark Side of the Moon је први од пет албума Пинк Флојд на којима је Вотерс био једини текстописац, од којих је најкарактеристичнији The Wall, који је у потпуности био Вотерсова идеја, а последњи The Final Cut из 1983. године, једини који је Вотерс написао без учешћа других чланова бенда. Управо је The Final Cut био предмет несугласица између Вотерса и гитаристе Дејвида Гилмора, које су резултовале Вотерсовим напуштањем бенда 1984. године и привременог распада који је трајао до 1987. када су Дејвид Гилмор и Ник Мејсон поново окупили бенд без Вотерса.
Након напуштања Пинк Флојд, Вотерс је имао осредње успешну соло каријеру издавши неколико соло албума и организујући један од највећих концерата икад одржаних, у Берлину 1990. године, поводом прве годишњице рушења Берлинског зида, на коме је са екипом најпознатијих рок музичара тог времена извео албум The Wall у целости. Након 1992. године, привремено се повукао са сцене, да би се вратио 1999. године, започевши светску турнеју која је завршена тек 2002. У години 2005. је издао класичну оперу Ça Ira која му је донела врло добре критике, и придружио се осталим члановима Пинк Флојд на концерту Live 8 у Лондону. То је уједно био и последњи њихов заједнички наступ.
На концерту поводом смрти Сида Барета, 2006. године, Вотерс је наступио са својим пратећим бендом. Током 2007. и 2008. године одржао је светску турнеју на којој је у целости изводио албум Dark Side of the Moon, а тренутно (2012. година) је у току турнеја на којој изводи цео The Wall, започета 2010. године.

## 1984–садашњост: соло каријера

### 1984–1989:За и против аутостопирањаиRadio K.A.O.S.
Године 1984, Вотерс је објавио свој први соло албум, The Pros and Cons of Hitch Hiking, који се бавио Вотерсовим осећањима о моногамији и породичном животу наспрам „зова дивљине“. Протагониста, Рег, коначно бира љубав и брак уместо промискуитета. На албуму су били гитариста Ерик Клептон, џез саксофониста Дејвид Санборн и уметничка приказ Џералда Скарфа. Курт Лодер је описао предности и недостатке аутостопирања као „чудно статичну, помало ужасну плочу“. Часопис Rolling Stone је албум оценио као „једну звезду на дну”. Годинама касније, Мајк Дегагн из AllMusic-а је похвалио њену „генијалну симболику“ и „бриљантну употребу тока свести унутар подсвесног царства“, оценивши са га четири од пет звездица.
Вотерс је обишао албум са Клептоном, новим бендом и новим материјалом; емисије су укључивале избор песама Пинк Флојда. Вотерс је дебитовао на турнеји у Стокхолму 16. јуна 1984. Турнеја је произвела слабу продају карата и неки наступи на већим местима су отказани; Вотерс је проценио да је изгубио 400.000 фунти на турнеји. У марту 1985, Вотерс је отишао у Северну Америку да би свирао на мањим локацијама са Pros and Cons Plus Some Old Pink Floyd Stuff — северноамеричка тура 1985. За и против аутостопирања је RIAA сертификовала златом.
Године 1986, Вотерс је допринео песмама и партитури за соундтраком анимираног филма When the Wind Blows, заснованог на истоименој књизи Рејмонда Бригса. Његов пратећи бенд са Паулом Караком је назван The Bleeding Heart Band. Године 1987, Вотерс је објавио Radio K.A.O.S, концептуални албум заснован на немом човеку по имену Били из осиромашеног велшког рударског града који има способност да се физички подеси на радио таласе у својој глави. Били учи да комуницира са радио диџејем и на крају да контролише светске компјутере. Љут на стање света у коме живи, симулира нуклеарни напад. Вoтерс је пратио издање са пратећом турнејом такође 1987. године.

## Дискографија

### Са Пинк Флојдом
- The Piper at the Gates of Dawn (1967)
- A Saucerful of Secrets (1968)
- More (1969)
- Zabriskie Point (1970)
- Ummagumma (1969)
- Atom Heart Mother (1970)
- Meddle (1971)
- Relics (1971)
- Obscured by Clouds (1972)
- The Dark Side of the Moon (1973)
- Wish You Were Here (1975)
- Animals (1977)
- The Wall (1979)
- The Final Cut (1983)

### Соло албуми
- Music from The Body (1970) - заједно са Роном Гизином
- The Pros and Cons of Hitch Hiking (1984)
- When the Wind Blows (1986) - музика из истоименог анимираног филма
- Radio KAOS (1987)
- The Wall Live In Berlin (1990) - дупли живи албум
- Amused to Death (1992)
- In the Flesh (2000) - дупли живи албум
- Flickering Flame (2001) - компилација ретких снимака
- To Kill a Child (2003) - макси сингл
- Ça Ira (2005) - опера; дупли албум
- Is This the Life We Really Want? (2017)

## Пратећи музичари
Роџер Вотерс је познат и по томе што су најпознатији светски музичари свирали на његовим албумима или у његовом пратећем бенду. Познати примери су Ерик Клептон, Џеф Бек, Џон Керин, Дон Хенли, Стив Лукатер, Џеф Поркаро и други. На концерту у Берлину 1990. заједно са Вотерсом наступили су Ван Морисон, Брајан Адамс, Синди Лопер, Пол Карак и други.
Снови Вајт, Вотерсов дугогодишњи пратећи гитариста, свирао је другу гитару на концертима Пинк Флојда у периоду 1977—1981. године. Занимљиво је да је Вајт због конфликтних уговора са издавачком кућом учествовао као студијски музичар само на Вотерсовом албуму When The Wind Blows, иако наступа уживо са њим од средине 1980-их до данас.

## Занимљивости
- Вотерс уживо најчешће користи Фендер Precision бас-гитару, која је током година постала његов заштитни знак. Своју прву гитару овог типа купио је 1968. године, а непрекидно их користи од 1970. када му је украдена гитара типа Рикенбекер коју је до тада најчешће користио. Због Вотерсове дуге традиције коришћења овог инструмента, фирма Фендер је у своју линију производа уврстила бас-гитару која носи његово име, израђену по угледу на модел који Вотерс најчешће користи.[9]
- Вотерс има двоје деце, сина Харија (рођен 1976) и ћерку Индију (рођена 1978). Хари је џез клавијатуриста[10], и наступао је са оцем на европским деловима светских турнеја 2002. и 2007. године. Индија је модел[11] и блиска је пријатељица Саре Гилмор, ћерке Дејвида Гилмора.